# Kristanna Loken
Kristanna Sommer Loken (Ghent, Nova Iorque, 8 de outubro de 1979) é uma atriz norte-americana e ex-modelo, mais conhecida como a androide T-X (Terminatrix) no filme Terminator 3: Rise of the Machines de 2003.

## Biografia

### Primeiros passos
Loken nasceu em Nova Iorque filha de Merlin "Chris" Loken (escritor) e Rande Porath (modelo), de ascendência norueguesa e alemã nascidos e criados no estado de Wisconsin. Kristanna cresceu na fazenda de frutas dos pais em na região norte do estado de Nova Iorque (Upstate New York).

### Carreira
Loken começou a carreira em 1994, interpretando "Danielle 'Dani' Andropoulos nº 3"  num episódio de As The World Turns, e apareceu em vários programas de TV e filmes, incluindo aparições regulares nas séries Philly, Unhappily Ever After, Mortal Kombat: Conquest,  and Boy Meets World. Ela é provavelmente mais conhecida como a andróide T-X (Terminatrix) no filme Terminator 3: Rise of the Machines (2003). Em 2004, ela apareceu num filme para a TV alemã, Dark Kingdom: The Dragon King (Em alemão: Die Nibelungen (também conhecido como "Espada de Xanten"), que foi ao ar como uma mini-série de três partes e bateu recordes de audiência. Após isso, estrelou como a protagonista da versão cinematográfica do game BloodRayne e apareceu na versão do diretor do filme Dungeon Siege, chamada In the Name of the King (Em Nome do Rei).
Participou em dez episódios da quarta temporada de The L Word, como Paige Sobel, que foi ao ar em janeiro de 2007. Além disso, também foi a personagem-título na série Painkiller Jane que iniciou suas exibições em abril de 2007.

### Vida pessoal
Em entrevista à revista Curve em 2006, Kristanna fala das suas relações pessoais, como tendo acontecido tanto com homens como com mulheres. A mesma revista liga-a romanticamente à actriz Michelle Rodriguez com quem contracenava em BloodRayne. Essa notícia nunca foi confirmada pelas actrizes, tendo Rodriguez mais do que uma vez negado todos os rumores de que seria lésbica.
Em 2008, casa-se com o colega da série Painkiller Jane, Noah Danby, separando-se em 2009.

## Filmografia selecionada
| Ano  | Título                             | Papel                        | Observações |
| 1998 | Mortal Kombat: Conquest            | Taja                         |             |
| 2003 | Terminator 3: Rise of the Machines | T-X                          |             |
| 2004 | Ring of the Nibelungs              | Brunhild                     |             |
| 2006 | In the Name of the King            | Elora                        |             |
| 2006 | The L Word                         | Paige Sobel                  |             |
| 2006 | BloodRayne                         | Rayne                        |             |
| 2007 | Painkiller Jane                    | Jane Vasco / Painkiller Jane |             |
| 2011 | S.W.A.T.: Firefight                | Rose Walker                  |             |

## Prêmios e indicações
| Prêmios | Prêmios   | Prêmios                                   | Prêmios                             | Prêmios                            |
| Ano     | Resultado | Premiação                                 | Categoria                           | Título                             |
| ------- | --------- | ----------------------------------------- | ----------------------------------- | ---------------------------------- |
| 2003    | Indicada  | Cinescape Genre Face of the Future Awards | Feminino                            | Terminator 3: Rise of the Machines |
| 2004    | Venceu    | Short Film Awards                         | Melhor Atriz                        | Worn Like a Tattoo                 |
| 2004    | Indicada  | MTV Movie Awards                          | Vilã Mais Sexy                      | Terminator 3: Rise of the Machines |
| 2004    | Indicada  | Saturn Awards                             | Melhor Atriz Coadjuvante/secundária | Terminator 3: Rise of the Machines |
| 2007    | Indicada  | Razzie Awards                             | Pior Atriz                          | BloodRayne                         |
| 2008    | Venceu    | Feature Film Awards                       | Melhor Atriz Coadjuvante/secundária | Lime Salted Love                   |